# Raymond Diocrès
Raymond Diocrès, mort vers 1084, est un professeur d'université à Paris, connu pour une légende liée à ses funérailles et à la conversion de Bruno, fondateur de l'Ordre des Chartreux.
Prédicateur célèbre, Diocrès aurait été enterré à Notre-Dame de Paris devant une foule nombreuse. Pendant la cérémonie, au moment où les mots Responde mihi (« réponds-moi ») ont été prononcés, le cadavre de Diocrès se serait redressé en prononçant les mots : Justo Deo judicio accusatus sum (« Je suis accusé par le juste jugement de Dieu »). Cet événement amenant le clergé à suspendre le service funéraire, celui-ci reprend le lendemain et, une deuxième fois, le corps se redresse en disant : Justo Deo judicatus sum (« Je suis jugé par le juste jugement de Dieu »). Lors d'une troisième tentative, il se redresse encore en disant : Jam damnatus sum (« Je suis damné ») ou, selon d'autres versions, Justo Deo condemnatus sum (« Je suis condamné par le juste jugement de Dieu »).
Cette chapelle a alors été appelée la chapelle noire, ou la chapelle du damné.
Selon la légende, Bruno, qui suivait les prêches de Diocrès, a été tellement frappé du miracle qu'il a décidé de se retirer du monde, ce qui l’a amené à fonder l'ordre des Chartreux.
Cette histoire n'a pas été racontée par les contemporains, ni par Bruno lui-même. La plus ancienne mention remonte à la chronique de saint Bertin (chronicon S. Bertini), vers la fin du XIIIe siècle, ainsi qu'à d'autres auteurs du XIVe siècle. Elle est racontée en détails dans une Vie de saint Bruno publiée par Josse Bade en 1524, ainsi que par Jacques Corbin en 1642 au début de son poème La vie, mort et miracles du tres illustre saint Bruno, patriarche de l'ordre des Chartreux.

## Représentations du miracle de Diocrès
Les funérailles de Raymond Diocrès sont illustrées dans le recueil d'enluminures des Très Riches Heures du duc de Berry.
Plusieurs peintres ont représenté des scènes de la vie et surtout de la mort de Diocrès, notamment en lien avec la vie de Bruno. dont Eustache Le Sueur dans la Vie de saint Bruno.

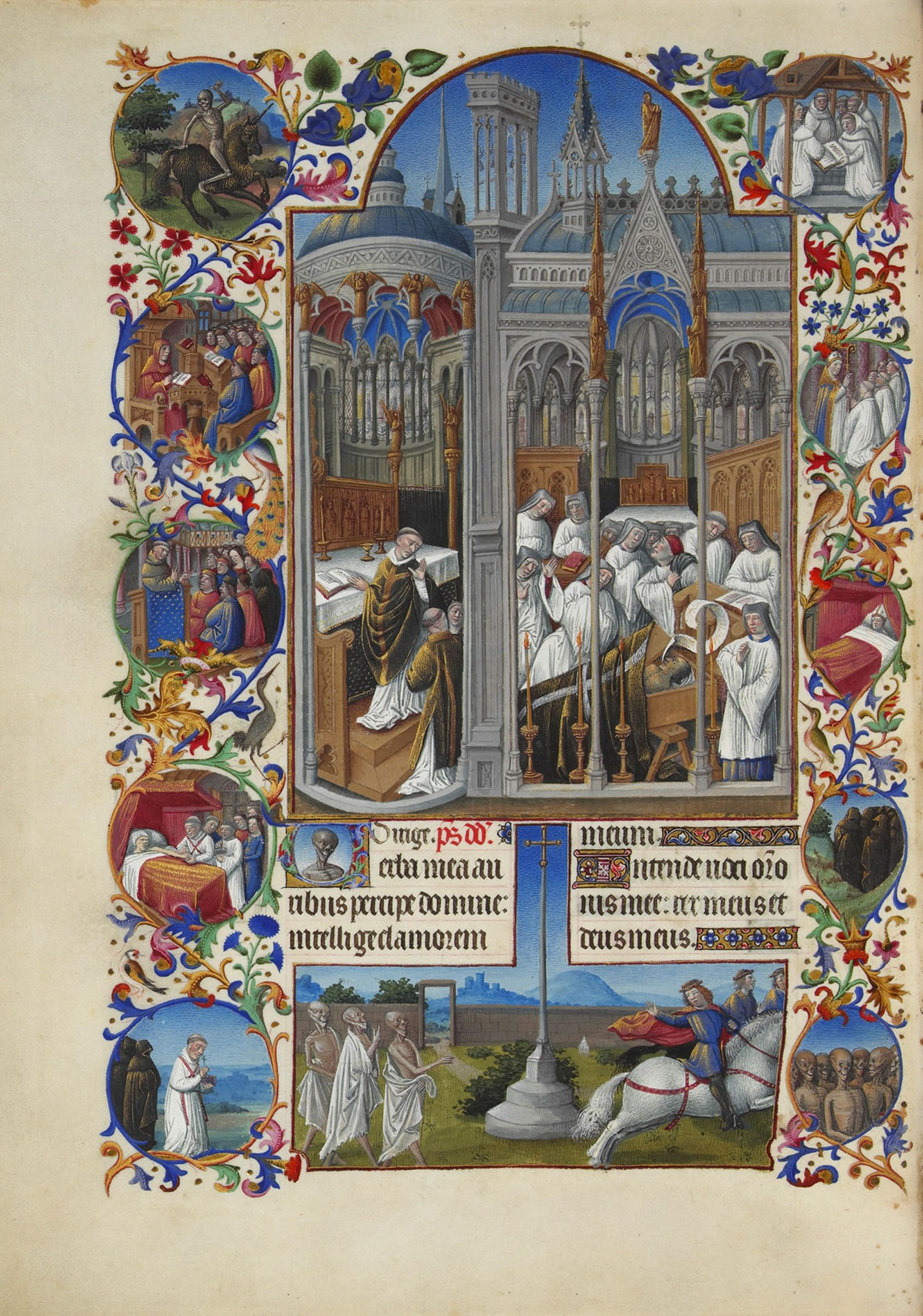
Les Obsèques de Raymond Diocrès, dans les Très Riches Heures du duc de Berry (Jean Colombe, vers 1485).
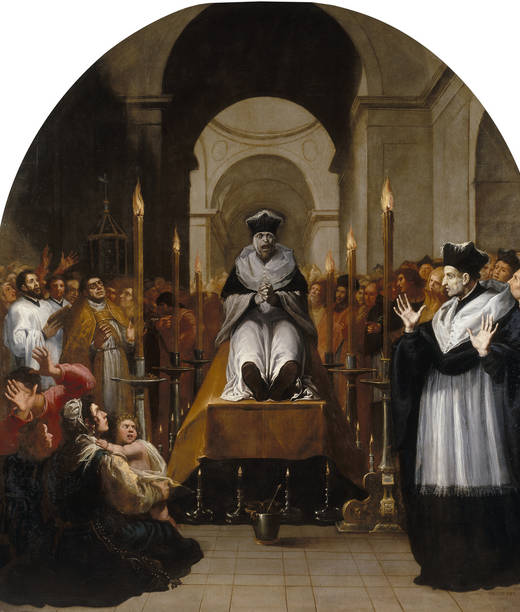
La conversion de saint Bruno devant le corps de Diocrès (Vincenzo Carducci, vers 1630).
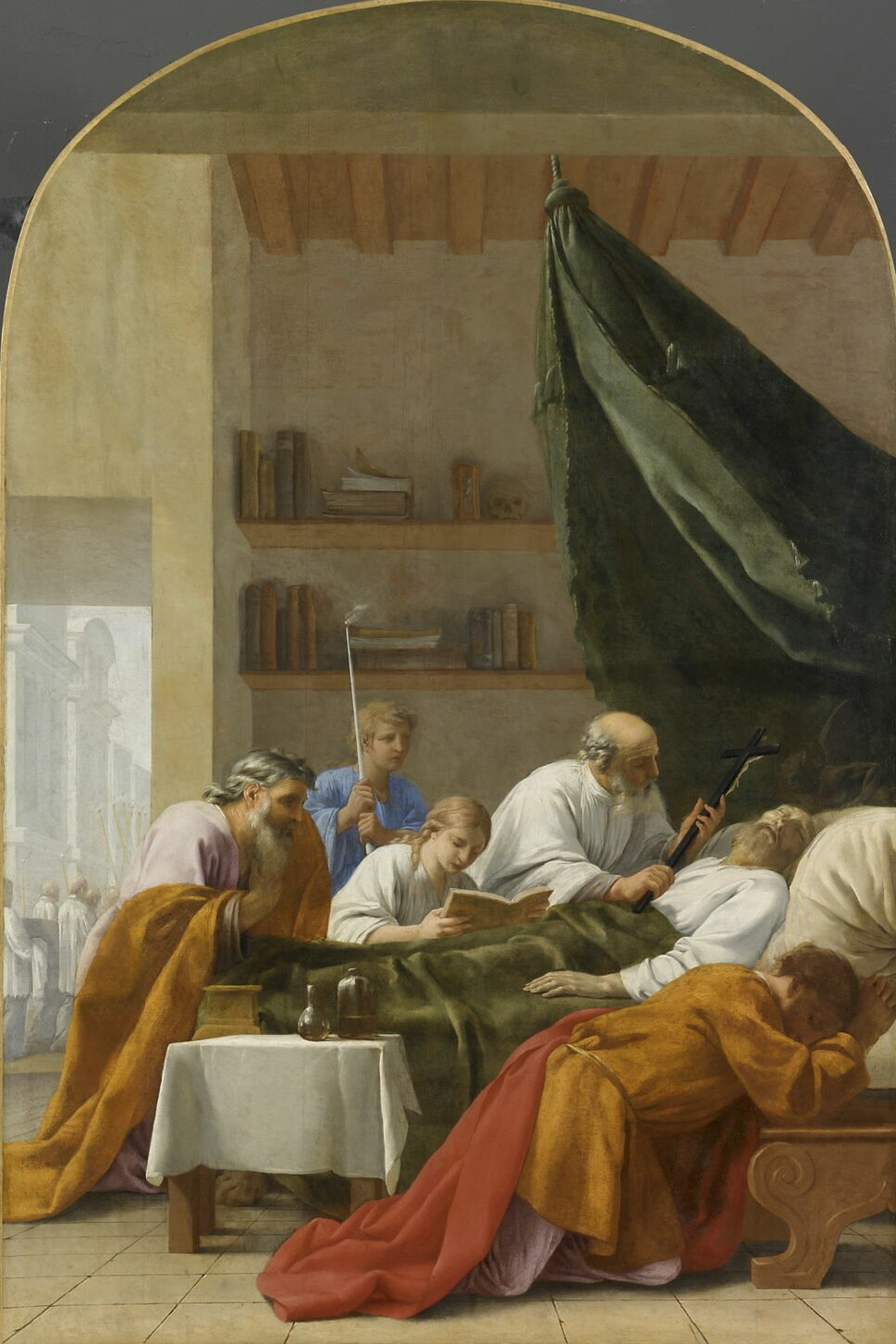
La mort de Raymond Diocrès, scène de la Vie de saint Bruno (Eustache Le Sueur, 1645-1648).